# Нідуларіум
Нідуларіум (Nidularium) — рід із родини Бромелієві (Bromeliaceae), підродини Bromelioideae. Названий для опису характеристик суцвіття (лат. Nidulus = маленьке гніздо), всі види є ендеміками Бразилії. Цю групу рослин зазвичай плутають з неорегелією, яку вони нагадують.

Багаторічна трав'яниста безстеблева рослина.

Перед цвітінням її внутрішнє листя змінює свій колір на червоний.

## Зовнішній вигляд

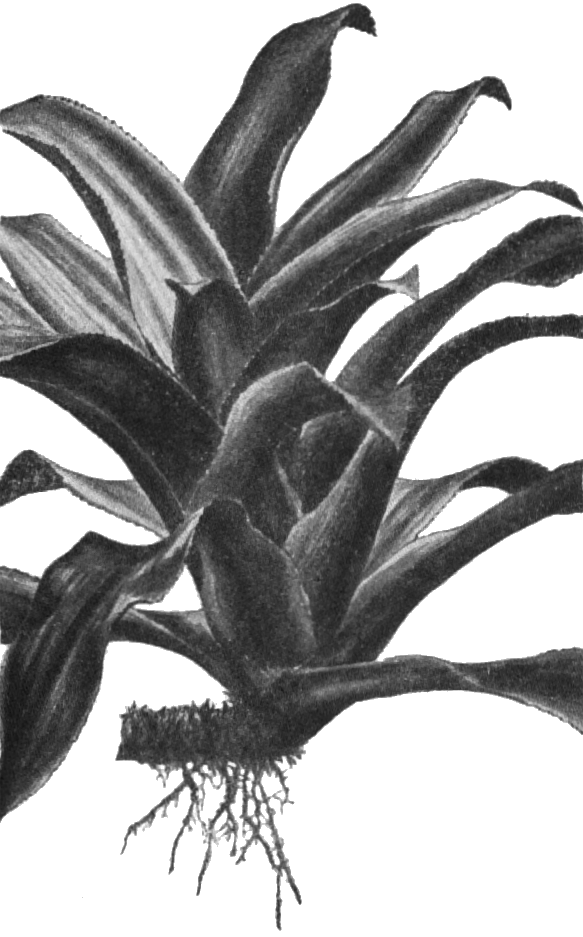
Nidularium innocentii
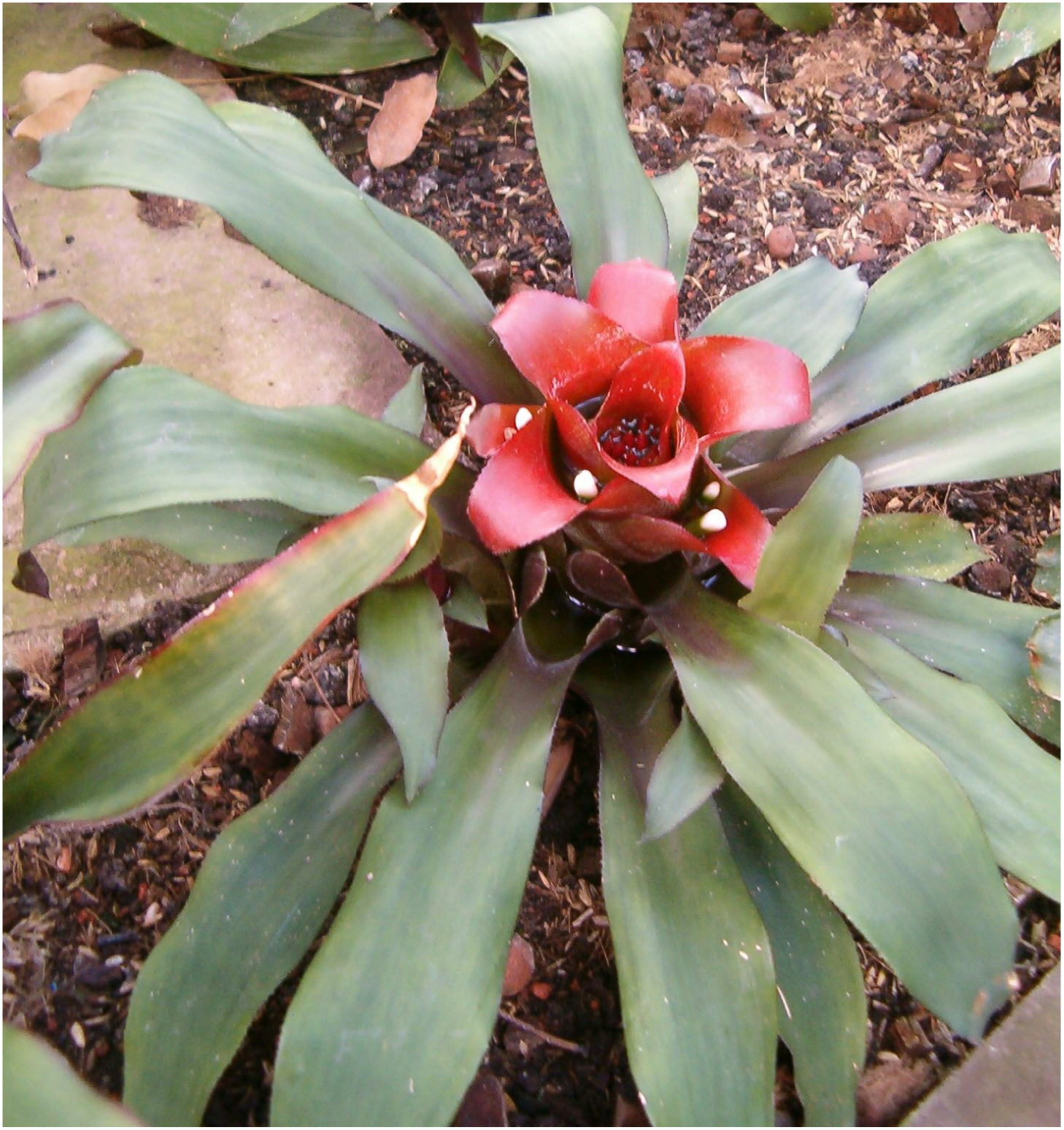
Nidularium innocentii innocentii
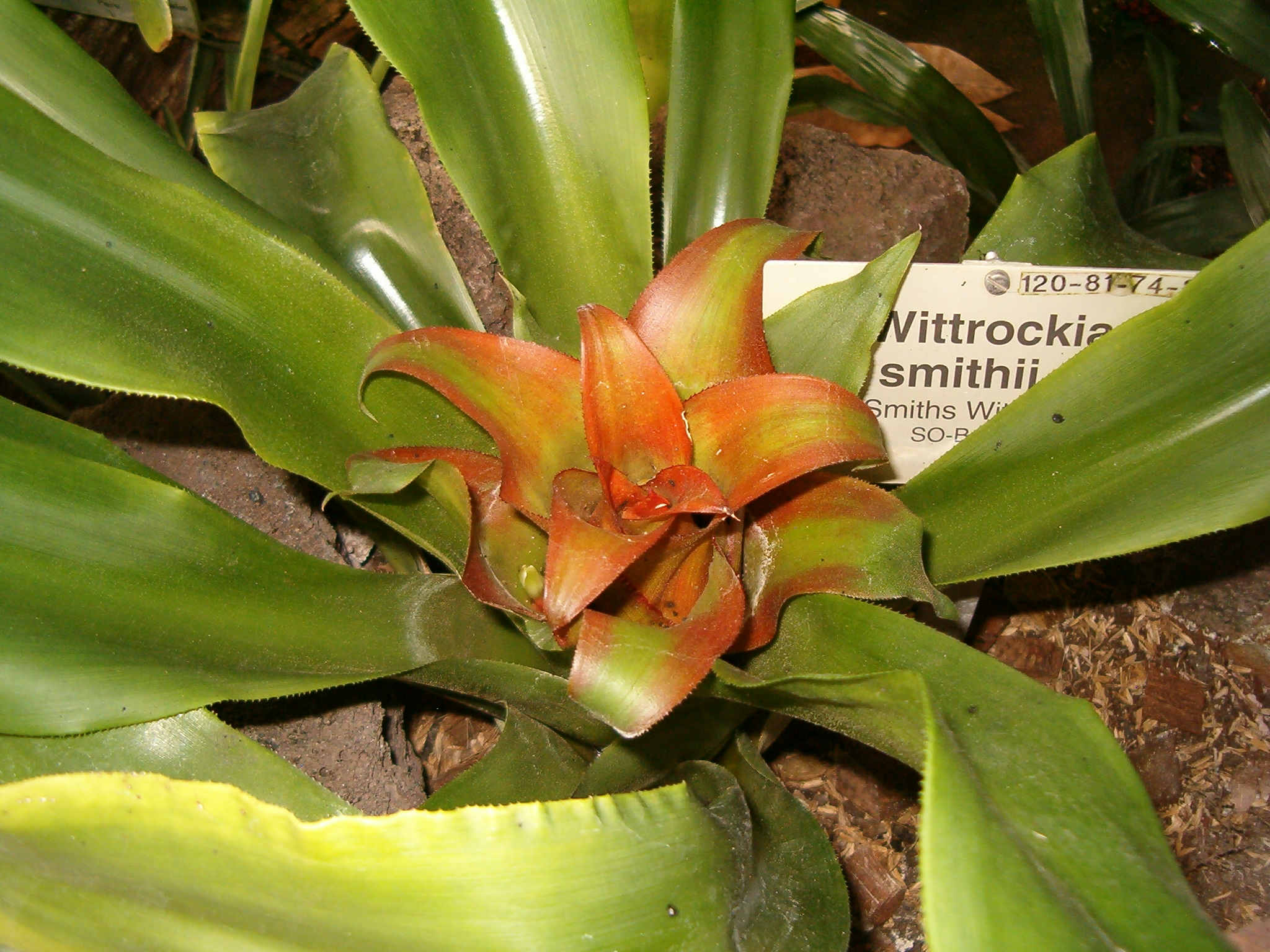
Nidularium amazonicum